# باول ديكسون
باول ديكسون (بالإنجليزية: Paul Dixon)‏ (22 فبراير 1960 في أيرلندا الشمالية - ) هو لاعب كرة قدم بريطاني في مركز الدفاع. لعب مع غلينتوران ونادي بيرنلي.

## وصلات خارجية
- باول ديكسون على موقع قاعدة بيانات كرة القدم.إي يو (الإنجليزية)